# Cesare Rossi (canottiere)
Cesare Rossi (Gossolengo, 10 novembre 1904 – Piacenza, 11 novembre 1952) è stato un canottiere italiano, medaglia di bronzo nella gara di quattro senza nel Canottaggio ai Giochi olimpici di Amsterdam 1928.

## Carriera
Il quattro senza (Cesare Rossi, Umberto Bonadè, Pietro Freschi, Paolo Gennari), composto da tre vigili del fuoco e un impiegato comunale, fu uno dei migliori equipaggi italiani e europei tra le due guerre. Soprannominati “I gazzosini”, forse per il fatto che la barca non fu inaugurata con il classico spumante ma con una più modesta bottiglia di soda, gareggiarono insieme per la prima volta nel 1927, conquistando il titolo italiano (che manterranno per 5 anni consecutivi fino al 1931).
A livello internazionale, vinsero la medaglia di bronzo alle Olimpiadi di Amsterdam del 1928 e due titoli europei, nel 1929 a Bydgoszcz e nel 1930 a Liegi.

## Palmarès
| Anno | Manifestazione  | Sede      | Evento        | Risultato |
| ---- | --------------- | --------- | ------------- | --------- |
| 1928 | Giochi olimpici | Amsterdam | Quattro senza | Bronzo    |